# Edward Kelley
Pour les articles homonymes, voir Kelley.
Edward Kelley ou Kelly, alias Edward Talbot (1er août 1555 - 1597), était un alchimiste, un scribe et un homme de loi anglaise. Il était un ami de John Dee. Certains affirment qu'il pourrait être l'auteur du manuscrit de Voynich. Sa carrière au sein de la justice fut assez troublée par des fraudes.

## Alchimie et ésotérisme

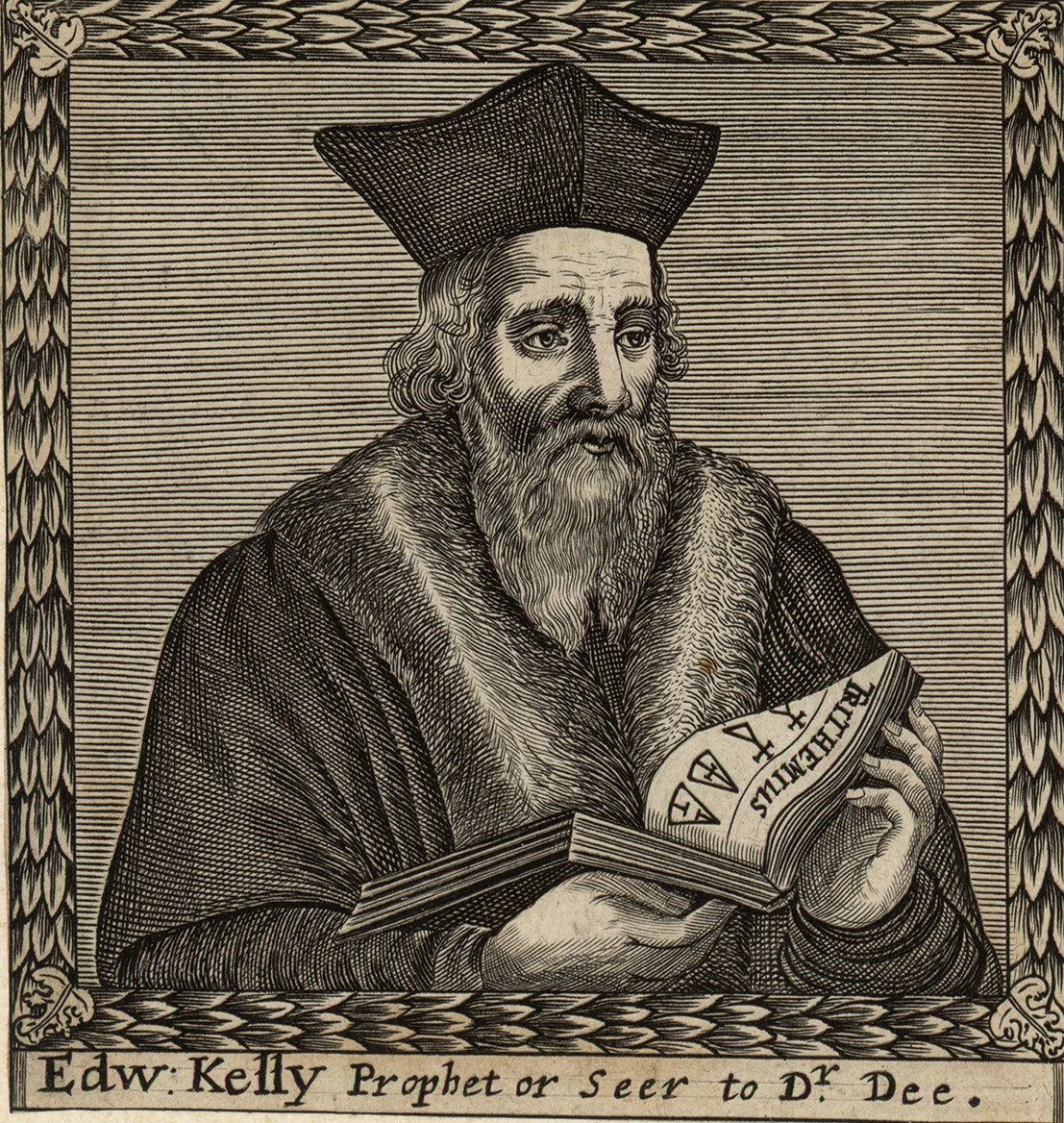
Edward Kelly, prophète ou voyant du Dr Dee

Il avait annoncé sa capacité à transformer du cuivre en or par le biais d'une poudre secrète qu'il avait découverte dans la tombe d'un évêque au Pays de Galles. Il affirma également être capable d'invoquer des anges en touchant une boule de cristal et d'avoir de longues conversations avec eux. John Dee a écrit ces faits dans un manuscrit publié sous forme de journal, 'The True and Faithful Relation of Dr. Dee and Some Spirits - 1659', principalement des anges. Les déclarations angéliques rapportées dans ce livre sont conformes à l'Évangile de Barnabé (Sefer de Jésus) quant à la fin du monde, les lois et commandements à observer, l'authenticité de la repentance en conformité avec le plan divin, et le dernier Jugement. Le journal de Dee et Kelley mentionne des alphabets jusqu'à aujourd'hui inconnus que beaucoup attribuent à l'époque de Henoc, dont l'alphabet (dit 'céleste - lettres à anneau) que les chaldéens utilisaient pour la cartographie des astres. D'après une opinion, Kelley aurait fait un voyage avec les anges et aurait expliqué son périple dans le livre d'Énoch.

## Manuscrit de Voynich
Plusieurs personnes ont suggéré que comme Kelley avait inventé le livre d'Enoch pour tromper Dee, il aurait également pu fabriquer le manuscrit de Voynich dans le but de le vendre à l'empereur Rodolphe II du Saint-Empire. Celui-ci rémunérait déjà Kelley pour ses talents d'alchimiste.

## Fin de vie
La fin de sa vie est peu claire avec de nombreux déboires. Ses capacités pour produire de l'or se font attendre et les gens commencent à le considérer comme un escroc. En 1591, l'empereur emprisonne Kelley dans le château de Purglitz (maintenant Křivoklát) près de Prague. Il espère l'obliger, à travers la captivité, à produire de l'or et à éviter un départ précipité vers l'Angleterre.
Certaines versions prétendent que Kelley est mort en tombant d'une tour lors d'une évasion en 1593 ou 1595. Une autre théorie place la date de sa mort en 1597 à l'âge de 42 ans alors qu'il était emprisonné au château de Hněvín. 